# Locarno-Ponte Brolla-Bignasco-Bahn
| Fahrplanfeld: | 71a (1963)          |                                           |                                 |
| Streckenlänge: | 27,14 km            |                                           |                                 |
| Spurweite: | 1000 mm (Meterspur) |                                           |                                 |
| Stromsystem: | 1200 V =            |                                           |                                 |
| Maximale Neigung: | 39 ‰                |                                           |                                 |
| Minimaler Radius: | 100 m               |                                           |                                 |
| Streckengeschwindigkeit: | 45 km/h             |                                           |                                 |
| |                     |                                           |                                 |
| \| \| \| Centovallibahn von Locarno \| \| \| \| 0,00 \| Locarno S. Antonio (ehem. oberird.) \| 207 m ü. M. \| \| \| 3,51 \| Ponte Brolla \| 258 m ü. M. \| \| \| \| Maggia (34 m) \| \| \| \| 3,60 \| Centovallibahn nach Domodossola \| Centovallibahn nach Domodossola \| \| \| 3,70 \| Ponte Brolla (bis 1923 Bhf., heute Depot) \| 258 m ü. M. \| \| \| \| Ponte Brolla (58 m) \| \| \| \| \| Maggia (53 m) \| \| \| \| 6,33 \| Avegno \| 293 m ü. M. \| \| \| \| Sass Pietsch (180 m) \| \| \| \| 8,71 \| Gordevio \| 312 m ü. M. \| \| \| 10,40 \| Ronchini \| 304 m ü. M. \| \| \| 11,57 \| Aurigeno-Moghegno \| 317 m ü. M. \| \| \| 12,52 \| Maggia \| 327 m ü. M. \| \| \| 14,88 \| Lodano \| 341 m ü. M. \| \| \| 16,12 \| Coglio-Giumaglio \| 350 m ü. M. \| \| \| 18,60 \| Someo \| 369 m ü. M. \| \| \| 21,72 \| Riveo \| 390 m ü. M. \| \| \| \| Sasso Visletto (50 m) \| \| \| \| \| Maggia (83 m) \| \| \| \| 24,59 \| Cevio \| 416 m ü. M. \| \| \| 25,39 \| Cevio Ospedale \| Cevio Ospedale \| \| \| 27,14 \| Bignasco \| 438 m ü. M. \| |                     |                                           |                                 |
| |                     | Centovallibahn von Locarno                |                                 |
| Bahnhof | 0,00                | Locarno S. Antonio (ehem. oberird.)       | 207 m ü. M.                     |
| Bahnhof | 3,51                | Ponte Brolla                              | 258 m ü. M.                     |
| Brücke über Wasserlauf |                     | Maggia (34 m)                             | Maggia (34 m)                   |
| Abzweig geradeaus, nach links und ehemals von links | 3,60                | Centovallibahn nach Domodossola           | Centovallibahn nach Domodossola |
| Betriebs-/Güterbahnhof Strecke ab hier außer Betrieb | 3,70                | Ponte Brolla (bis 1923 Bhf., heute Depot) | 258 m ü. M.                     |
| Tunnel (Strecke außer Betrieb) |                     | Ponte Brolla (58 m)                       | Ponte Brolla (58 m)             |
| Brücke über Wasserlauf (Strecke außer Betrieb) |                     | Maggia (53 m)                             | Maggia (53 m)                   |
| Haltepunkt / Haltestelle, ehemals Bahnhof (Strecke außer Betrieb) | 6,33                | Avegno                                    | 293 m ü. M.                     |
| Tunnel (Strecke außer Betrieb) |                     | Sass Pietsch (180 m)                      | Sass Pietsch (180 m)            |
| Bahnhof (Strecke außer Betrieb) | 8,71                | Gordevio                                  | 312 m ü. M.                     |
| Haltepunkt / Haltestelle (Strecke außer Betrieb) | 10,40               | Ronchini                                  | 304 m ü. M.                     |
| Haltepunkt / Haltestelle (Strecke außer Betrieb) | 11,57               | Aurigeno-Moghegno                         | 317 m ü. M.                     |
| Bahnhof (Strecke außer Betrieb) | 12,52               | Maggia                                    | 327 m ü. M.                     |
| Bahnhof (Strecke außer Betrieb) | 14,88               | Lodano                                    | 341 m ü. M.                     |
| Haltepunkt / Haltestelle (Strecke außer Betrieb) | 16,12               | Coglio-Giumaglio                          | 350 m ü. M.                     |
| Bahnhof (Strecke außer Betrieb) | 18,60               | Someo                                     | 369 m ü. M.                     |
| Bahnhof (Strecke außer Betrieb) | 21,72               | Riveo                                     | 390 m ü. M.                     |
| Tunnel (Strecke außer Betrieb) |                     | Sasso Visletto (50 m)                     | Sasso Visletto (50 m)           |
| Brücke über Wasserlauf (Strecke außer Betrieb) |                     | Maggia (83 m)                             | Maggia (83 m)                   |
| Bahnhof (Strecke außer Betrieb) | 24,59               | Cevio                                     | 416 m ü. M.                     |
| Haltepunkt / Haltestelle (Strecke außer Betrieb) | 25,39               | Cevio Ospedale                            | Cevio Ospedale                  |
| Kopfbahnhof Streckenende (Strecke außer Betrieb) | 27,14               | Bignasco                                  | 438 m ü. M.                     |

Die Locarno-Ponte Brolla-Bignasco-Bahn, abgekürzt LPB, italienisch Ferrovia Locarno–Ponte Brolla–Bignasco, im deutschen Sprachraum umgangssprachlich auch als Maggiatalbahn, im italienischen als Valmaggina bezeichnet, war eine schweizerische Schmalspurbahn, die von Locarno am Lago Maggiore nach Bignasco im Maggiatal führte. Der Betriebsbahnhof war bei der Station Locarno S. Antonio. Die Bahn diente dem Personen- und dem Güterverkehr. Letzterer war durch den Transport von Granit aus dem Steinbruch von Cevio geprägt.

## Geschichte
Die Bevölkerung des Maggiatals erhielt erst mit der Einrichtung der ersten Postkutschenlinie im Jahre 1849 eine öffentliche Verkehrsverbindung nach Locarno. Zunächst fuhr die Postkutsche einmal täglich in dreieinhalbstündiger Fahrt nach Bignasco. In späteren Jahren wurde die Anzahl der Fahrten bis auf drei pro Tag ausgeweitet und die Strecke bis Fusio im Val Lavizarra verlängert (Fahrzeit weitere 2:15 Stunden).
Nach der Eröffnung der Tessiner Talbahnen (Locarno–Bellinzona) am 20. Dezember 1874 und der Gotthardbahn 1882 stiegen die Hoffnungen auf weitergehende Verkehrsprojekte in der Region Locarno. Der Stadtpräsident von Locarno, Nationalrat Francesco Balli, machte sich für eine bessere Verkehrsanbindung stark, indem er 1892 die Vereinigung «Pro Locarno e Dintorni» mit dem Ziel der Förderung des Tourismus in der Region gründete. Er beantragte die Konzession für folgende von Locarno ausgehende Schmalspurstrecken:
- über Ponte Brolla ins Maggiatal nach Bignasco (Tourismus, Granittransporte)
- über Ponte Brolla ins Centovalli bis zur Landesgrenze bei Camedo/Ribellasca
- am Ufer des Lago Maggiore entlang über Ascona, Brissago zur Landesgrenze bei Valmara

Am 22. Dezember 1898 erhielt er die Erlaubnis für diese drei Bahnen mit der Auflage, dass die beiden letzteren Linien auf italienischer Seite der Grenze nach Domodossola (Centovallibahn) bzw. Intra (Bahn entlang dem Lago Maggiore) Fortsetzung finden müssen. Die Konzessionen erfuhren noch einige kleinere Veränderungen, bis am 12. Juli 1903 die «Società della Ferrovia Locarno–Pontebrolla–Bignasco» (LPB) gegründet wurde.

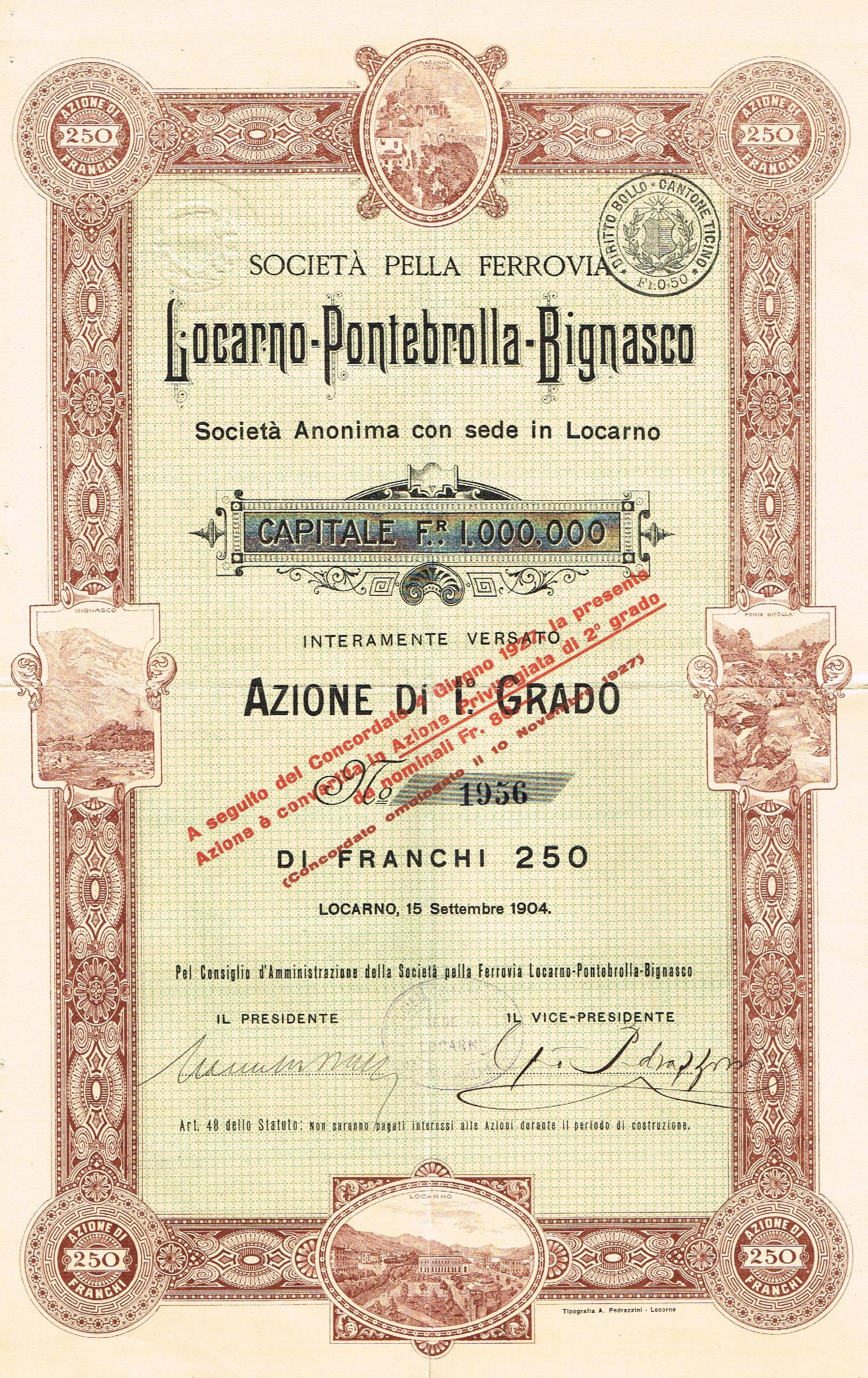
Aktie di 1. Grado über 250 Franken vom 15. September 1904

Nachdem die Finanzierung der voraussichtlichen Baukosten von 2,28 Millionen Franken durch Aktien und Staatssubvention gesichert war, konnte 1905 durch Ferdinando Gianella mit dem Bau begonnen werden. Bereits am 3. August 1907 wurde die Einweihung in Bignasco gefeiert, die offizielle Betriebsübergabe war am 2. September 1907. Im Vorgriff auf den Bahnbau wurde das am 13. November 1904 in Ponte Brolla fertiggestellte Wasserkraftwerk der Società Elettrica Sopracenerina bereits mit Generatoren für die Erzeugung des Einphasenwechselstroms für den Bahnbetrieb ausgerüstet.
Die Betriebsführung der neu gegründeten Locarneser Trambahn «Società Tramvie Locarnesi» (STL) lag ab 1. Oktober 1908 auch bei der LPB. Ab 1. Januar 1923 wurden beide Gesellschaften an die «Società Ferrovie Regionali Ticinesi» (FRT) verpachtet, die die neu erbaute Centovallibahn betreiben sollte. Seit Beginn der 1960er-Jahre führte die FRT auch Autobuslinien im Raum Locarno durch, sie wurde daher zum 1. Juli 1960 in «Ferrovie autolinee regionali ticinesi» (FART) umbenannt.
Als Folge der Abwanderung der Materialtransporte und des Individualverkehrs gingen die Einnahmen zu Beginn der 1950er-Jahre stark zurück. Die Mittel für die dringend notwendige Sanierung kamen jedoch nicht der Maggiatalbahn zugute, sondern wurden in die Centovallibahn investiert. So kamen Gutachter und ein aus Bundes- und Kantonsvertretern bestehender Fachausschuss zur Entscheidung, die Bahn stillzulegen und durch Autobusse zu ersetzen, was der Tessiner Grosse Rat am 20. Oktober 1965 mit grosser Mehrheit bestätigte. Trotz heftigen Protesten im Maggiatal war die Stilllegung nicht mehr zu verhindern. Am 28. November 1965 verkehrte der letzte Zug von Bignasco nach Locarno.

### Der Autopullmann

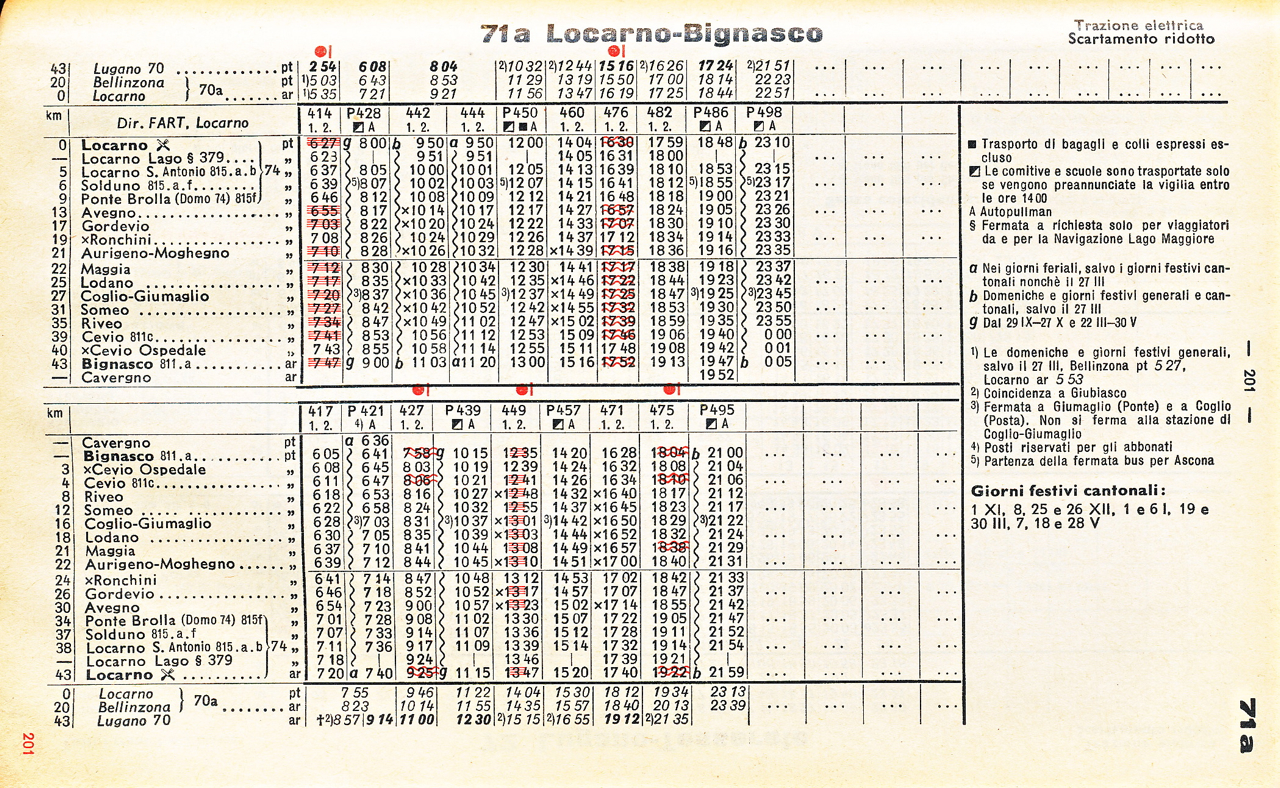
Fahrplanfeld 71a,
Winterfahrplan 1963/64

Ab Neujahr 1955 wurden versuchsweise Autobusse für Abonnementsbesitzer eingeführt. Aufgrund dieser positiven Erfahrungen beschloss man, eigene Busse anzuschaffen. Im Dezember konnten von dem Unternehmen Winterhalter in Zürich zwei Occasionsbusse erworben werden. Diese beiden Fahrzeuge stellte man als Reisecar Nummer 1 und 2 ein. Sie hatten einen hellviolett-senfgelben Anstrich. Sie fuhren anfänglich nur die Verstärkungskurse, welche als Autopullmann bezeichnet wurden. Teilweise fuhren sie über die Endstation Bignasco hinaus bis nach Cavergno. Ab 1961 verkehrte in den Randstunden anstelle von Bahnkursen ein Autokurs.

### Gegenwart
Heute wird das Maggiatal durch diverse Autobus- und PostAuto-Linien mit öffentlichem Verkehr versorgt.
Von der alten Strecke sind nur noch wenige Spuren erhalten. Teilweise werden die Trassees und der Platz abgerissener Bahnhöfe von der Kantonsstrasse genutzt oder zu Velowegen umgebaut.

## Linienführung
Zuerst folgte die Bahn der Strassenbahn von Locarno und erreichte anschliessend via Ponte Brolla, Avegno, Gordevio, Ronchini, Aurigeno-Moghegno, Maggia, Lodano, Coglio-Giumaglio, Someo, Riveo, Cevio die Endstation Bignasco.
Die Fahrt von Locarno nach Bignasco dauerte rund 70 Minuten.

## Technik
Die Schmalspurbahn hatte eine Spurweite von 1000 mm und wurde im Stadtbereich von Locarno mit 800 V/20 Hz Wechselstrom, über Land mit 5000 V/20 Hz Wechselstrom betrieben. Die Fahrleitung und die Stromabnehmer waren gleicher Bauart wie die von der Maschinenfabrik Oerlikon im Versuchsbetrieb zwischen Seebach und Wettingen erprobte Seitenfahrleitung. Die LPB war die einzige Bahngesellschaft, die genau diese Seitenfahrleitung anwendete.
Infolge der geplanten Inbetriebnahme der Centovallibahn musste zwischen 1923 und 1925 das Stromsystem auf 1200 Volt Gleichstrom geändert werden. Nur auf der Gemeinschaftsstrecke wurde eine Mittelfahrleitung erstellt, während im Maggiatal die Seitenfahrleitung erhalten blieb.
Die Zug- und Stosseinrichtung bestand aus einem Zentralpuffer mit je zwei Schraubenkupplungen.

## Fahrzeuge

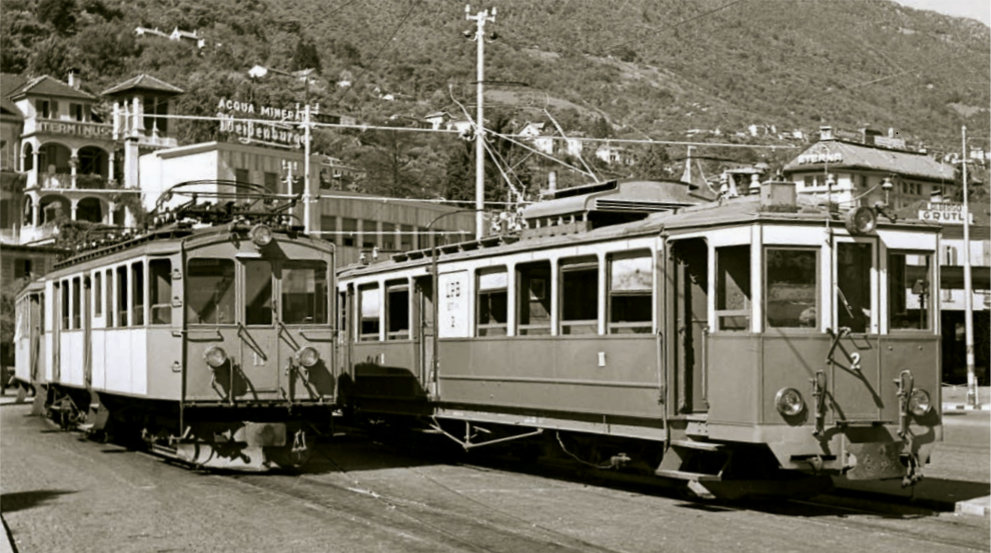
Rechts BCFe 4/4 2 der Ferrovia Locarno–Ponte Brolla–Bignasco im damals üblichen Anstrich blau/crème, links der BCFe 4/4 11 der Ferrovie Regionali Ticinese

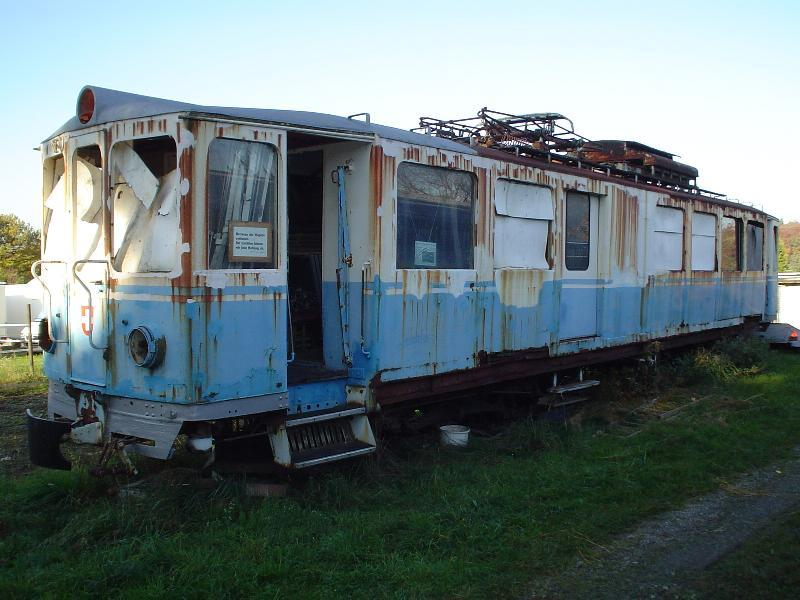
Ehemaliger Maggiatalbahn-Triebwagen Nr. 1 des FFS im Jahre 2005 in Uster

Für die Betriebseröffnung 1907 wurden 3 baugleiche Triebwagen des Typs BCFe 4/4 beschafft, sie erhielten die Nummern 1–3. Bei diesen elektrischen Triebwagen stammt der mechanische Teil von der Maschinenbau-Gesellschaft Nürnberg, der elektrische Teil von der Maschinenfabrik Oerlikon. Die 16,0 Meter langen Fahrzeuge hatten bei einem Gesamtgewicht von 28 Tonnen eine Stundenleistung von 160 PS. Diese wurde im Laufe der Umstellung auf Gleichstrombetrieb in den Jahren 1925 und 1926 auf 244 PS erhöht, zugleich erhöhte sich das Gesamtgewicht auf 29,7 Tonnen. Die Höchstgeschwindigkeit betrug 45 Kilometer pro Stunde. Einzig der Wagen Nummer 1 überlebte die Betriebseinstellung und wurde von der FART als ABDe 4/4 1 übernommen, welche ihn 1979 an die SSIF abgab. Er wurde am 23. Oktober 1997 vom Verein Schweizer Schmalspurbahnen (FSS) übernommen. Der Verein konnte sich diesen Triebwagen finanziell eigentlich nie leisten, eine Restaurierung war deswegen ausgeschlossen. Nachdem er 2009 zum Verkauf ausgeschrieben worden war, sich aber kein Käufer fand, wurde der Triebwagen abgebrochen.
1911 wurde eine zweiachsige Güterlokomotive des Typs Ge 2/2 mit der Nummer 4 beschafft. Bei dieser 7,5 Meter langen elektrischen Lokomotive stammte der mechanische Teil von der SWS Schlieren und der elektrische Teil von der Maschinenfabrik Oerlikon. Die Stundenleistung der 40 Kilometer pro Stunde schnellen Lokomotive betrug 240 PS. Die Lokomotive verunglückte beim Eisenbahnunfall von Visletto am 30. Mai 1923, wobei sie in die Maggia stürzte und derart beschädigt wurde, dass sie nicht mehr wieder in Betrieb gesetzt werden konnte und abgebrochen wurde.
Daneben waren noch zwei Personenwagen der 3. Wagenklasse C 51+52 und ein Personenwagen 3. Klasse mit Postabteil CZ 71 – später BZ 306 – sowie 18 Güterwagen vorhanden. Es waren die K 101–104 (gedeckte Güterwagen), M 121–124 (Mittel-Hochbord), M 141–144 (Niederbord) und N 161–164 (Niederbord und Drehschemel). 1910 folgten noch die P 145 + 146 (später M) der Maggia-Steinbrüche Cevio. In späteren Jahren setzte die FRT eigene Fahrzeuge ein, so fuhren die Centovalli AB4 109–111, AB4 71 + 72 (ex Holland) und teilweise sogar die modernen B 120–123 im Maggiatal. Hinzu kamen noch der mit einer Seitenrute ausgerüstete ABFe 4/4 18 und das Tram Xe 2/2 1. Auch die von der FRT beschafften Güterwagen (grösstenteils ex SBB Brünig) waren oft im Maggiatal anzutreffen. Etwas ungewöhnlich, dass auch die SSIF G 501–504 im Maggiatal eingesetzt wurden.
Während der Umstellung von Wechsel- auf Gleichstrombetrieb waren zwei G 3/4, die für die Rhätische Bahn gebaut wurden, im Einsatz (Nummern 7 + 8).